# Октябрьское (Рязанская область)
Октябрьское — село в Пронском районе Рязанской области России, административный центр Октябрьского сельского поселения.

## География
Село расположено на берегу реки Кердь в 14 км на юго-запад от райцентра посёлка Пронск.

## История
Село Дурное, как видно из окладных книг, выселилось из Пронской казачьей слободы. Новопостроенная в нём церковь, именовавшаяся первоначально Никольскою, освящена была 15 января 1693 года. Деревянная Воскресенская церковь с приделом Никольским построена была, вероятно вместо прежней сгоревшей, в 1730 году и освящена в 1734 году.
В XIX — начале XX века село являлось центром Дурновской волости Пронского уезда Рязанской губернии. В 1905 году в селе было 477 дворов.
С 1929 года село являлось центром Дурновского сельсовета Пронского района Рязанского округа Московской области, с 1937 года — в составе Рязанской области, с 2005 года — центр Октябрьского сельского поселения.
В 1957 году в честь 40-летия Октябрьской революции село Дурное было переименовано в Октябрьское.

## Население
| 1859 | 1897  | 1906  | 2010 |
| ---- | ----- | ----- | ---- |
| 2399 | ↗3294 | ↗4965 | ↘961 |

## Инфраструктура
В селе имеются Октябрьская средняя общеобразовательная школа, отделение почтовой связи, амбулатория, отделение полиции.

## Достопримечательности
- Церковь Николая Чудотворца[4].